# Эсташ I де Гин

Графство Гин в середине XII века
Территория графства Гин
Прочие территории Фландрского графства
Англо-Нормандская монархия
Владения графов Вермандуа
Церковные земли

Эсташ I (Eustache Ier de Guînes) (ок.1016 — 1052/1065) — граф Гина с 1036.
Сын Рауля (Родольфа) Гинского и его жены Розеллы де Сен-Поль.
Ламбер д’Ардр в своей истории Гина (Historia Comitum Ghisnensium) говорит, что в отличие от отца Эсташ I был хорошим правителем княжества, добрым и справедливым по отношению к подданным.
Жена — Сюзанна де де Грименж, дочь Сигера де Грименжа, камерариуса Фландрии. Дети:
- Бодуэн I (ок. 1038—1091), граф Гина
- Гильом (ок. 1040—1071), сеньор де Бурнонвиль
- Рейнель
- Адель
- Беатриса.